# Хангиш-Юрт
Хангиш-Юрт (чечен. Хьаьнгаш-Йурт) — село в Гудермесском районе Чеченской Республики. Административный центр Хангиш-Юртовского сельского поселения.

## География
Село расположено на правом берегу реки Терек, в 14 км к северо-востоку от районного центра — Гудермес и в 53 км к северо-востоку от города Грозный.
Ближайшие населённые пункты: на северо-востоке — станица Шелкозаводская и хутор Парабоч, на востоке — село Азамат-Юрт, на юго-востоке — сёла Энгель-Юрт и Кади-Юрт, на юго-западе — сёла Комсомольское и Шуани и на западе — село Брагуны.

## История
Село основано как «Амир-Аджи-Юрт» на землях кумыкских князей, считавшейся как самой западной точкой территории кумыков.
Заложено в 1820 году как русское военное укрепление в составе Сунженской оборонительной линии, для охраны паромной переправы через Терек.
В 1825 году подверглось нападению и было разорено чеченцами под предводительством Бейбулата Таймиева, Авко и имама Магомы. Комендант укрепления «капитан Осипов, защищавшийся с горстью людей и будучи уже ранен, бросился в Терек и утонул». Разгромив укрепление, чеченцы вывезли из него одну уцелевшую пушку и взяли в плен гарнизонной артиллерии подпоручика Димитриева и 13 солдат. Из 181 защитника форта 98 были убиты, 14 взяты в плен, остальным удалось спастись, переправившись через Терек. По другим данным истреблён весь гарнизон форта 155 человек.
По воспоминаниям В. А. Геймана, в 1845 году 

Амир-аджи-юрт — маленькая слободка, из нескольких домов, на левом берегу р. Терека, огороженная плетнем вместо вала. Карантинный чиновник, соляной магазин, бунты, несколько баб-торговок с белым хлебом и бубликами, два-три кабака, да базарный из линейных солдат, в качестве блюстителя порядка, с палкой в руках (атрибут власти) и воинский начальник, — вот и все. Малочисленная линейная рота, содержавшая также караул в маленьком укреплении, на правом берегу в виде тет-де-пона, прикрывающем переправу, составляла гарнизон.— Кавказский сборник, издаваемый по указанию Его Императорского Высочества Главнокомандующего Кавказской Армией. Том III. Публикуется по изданию: Кавказский сборник, том 3. Тифлис, 1879. 1845 год. Воспоминания В. А. Геймана. www.adjudant.ru. Дата обращения: 5 мая 2022.
.
24 мая 1846 года наиб Гойтемир Ауховский пытался штурмом взять укрепление.
Селение первоначально было известно как Амир-Аджи-юрт, но, по одной из версий, было переименовано в честь первопоселенца по имени Хянгш.
В 1944 году, после депортации чеченцев и упразднения Чечено-Ингушской АССР, село Амир-Аджи-Юрт было переименовано — Степное.
Постановлением Президиума Верховного Совета ЧИАССР от 14 августа 1989 года село было переименовано в Хангаш-Юрт, в то же время было принято решение о переименовании села в Захаров-Юрт в память о российском живописце Захарове-Чеченце. По данным на 1990 г. село все таки носило название Хангаш-Юрт, но являлось административным центром Захаров-Юртовского сельсовета.

## Население
| 1990  | 2002  | 2010  | 2012  | 2013  | 2014  | 2015  |
| ----- | ----- | ----- | ----- | ----- | ----- | ----- |
| 571   | ↗735  | ↗858  | ↗908  | ↗934  | ↗963  | ↗985  |
| 2016  | 2017  | 2018  | 2019  | 2020  | 2021  | 2023  |
| ↗1013 | ↗1035 | ↗1048 | ↗1062 | ↗1079 | ↘1045 | ↗1049 |
| 2024  |       |       |       |       |       |       |
| ↗1057 |       |       |       |       |       |       |

Национальный состав
По данным Всероссийской переписи населения 2010 года:
| № | Национальность | Численность, чел. | Доля    |
| - | -------------- | ----------------- | ------- |
| 1 | чеченцы        | 853               | 99,42 % |
| 2 | другие         | 5                 | 0,58 %  |

## Достопримечательности

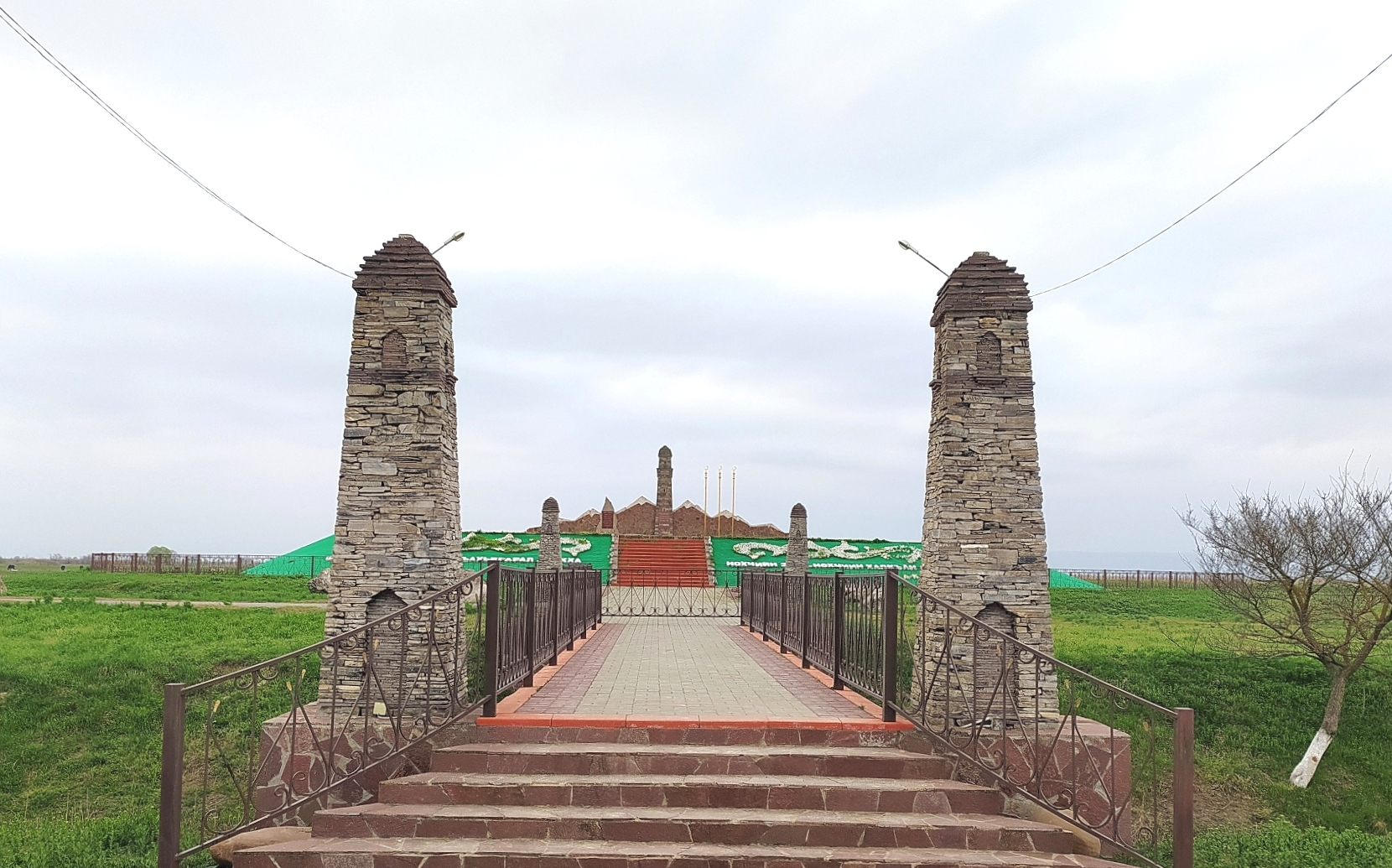
Мемориал «Дади-Юрт»

В селе расположен открытый в 2013 году памятник, воздвигнутый в память о 46 девушках-защитницах села Дади-юрт во главе с Дадин Айбикой, которые в сентябре 1819 года в ходе штурма села были взяты в плен войсками генерала Ермолова и при переправе через Терек бросились в реку, не захотев, «чтобы их касались руки тех, кто повинен в убийстве отцов, матерей, братьев, сестёр, повинен в сожжении родного села».

## Образование
- Хангиш-Юртовская муниципальная средняя общеобразовательная школа[37].

## Улицы
Улицы села:
- А. А. Кадырова,
- Гагарина,
- Заречная,
- Захарова,
- Терский.